# 橘灣火力發電廠
橘灣火力發電廠位於日本德島縣阿南市橘町小勝3號，為電源開發株式會社所興建營運的燃煤火力發電廠。

## 沿革
橘灣火力發電廠於2000年7月完成一號燃煤汽力發電機組，緊接著展開二號機組工程，該發電廠有三分之二的發電量經阿南紀北直流幹線穿越紀伊水道，抵達紀伊海峽交直流電交換設施後，供電給關西電力（受電1,400MW）、四國電力（受電300MW），以及九州電力（受電94MW）。
並且橘灣火力發電廠的兩部燃煤汽輪發電機裝置容量各為1,050MW，為日本裝置容量最大的汽輪發電機，總發電量也是中國地區與九州地區最大的發電廠，該廠為提升發電效率，採用的是超超臨界壓力鍋爐，主蒸汽溫度為600℃，再熱蒸汽溫度為610℃，主蒸汽壓力為25.0MPa。
橘灣火力發電廠自海外引進的燃煤經廠內的卸煤碼頭卸載供應，並且另外有小型運煤輪會從橘灣卸煤碼頭載運煤炭至鄰近的高砂火力發電廠使用。而電廠內的公關設施由電源開發與四國電力兩者共同營運。
橘灣火力發電廠毗鄰於四國電力的立花灣發電廠與阿南發電廠。

## 設施

### 發電機組
| 名稱   | 鍋爐類型     | 發電機類型 | 機組數量 | 發電燃料 | 裝置容量 （MW） | 商轉日期       | 狀態     |
| ------ | ------------ | ---------- | -------- | -------- | --------------- | -------------- | -------- |
| 一號機 | 超超臨界鍋爐 | 汽輪發電機 | 1        | 燃煤     | 1,050MW         | 2000年7月27日  | 商轉中。 |
| 二號機 | 超超臨界鍋爐 | 汽輪發電機 | 1        | 燃煤     | 1,050MW         | 2000年12月15日 | 商轉中。 |

## 外部連結
- 電源開発 （页面存档备份，存于）（日語）
- 電源開発・橘湾火力発電所 （页面存档备份，存于）（日語）
- Jパワー＆よんでんWaンダーランド （页面存档备份，存于）（日語）